# 3738 Ots
3738 Ots eller 1977 QA1 är en asteroid i huvudbältet som upptäcktes den 19 augusti 1977 av den rysk-sovjetiske astronomen Nikolaj Tjernych vid Krims astrofysiska observatorium på Krim. Den har fått sitt namn efter den estniske sångaren Georg Ots.
Asteroiden har en diameter på ungefär 7 kilometer.